# Møde på Elben
Møde på Elben (russisk: Встреча на Эльбе) er en sovjetisk film fra 1949 af Grigorij Aleksandrov.

## Medvirkende
- Vladlen Davydov – Kuzmin
- Konstantin Nassonov – Maslov
- Boris Andrejev – Jegorkin
- Ljubov Orlova – Janet Sherwood
- Mikhail Nazvanov – James Hill